# Conochilidae

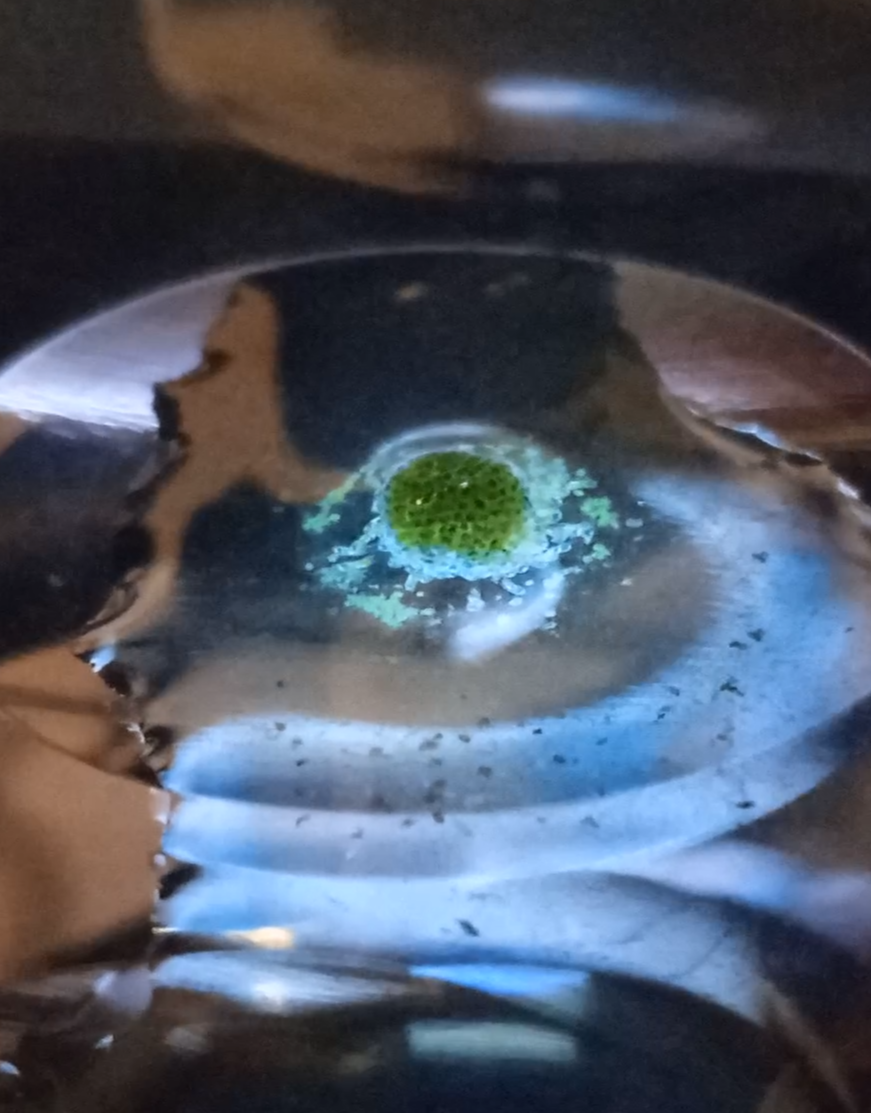
Colonia de Conochilidae en estado contraído

Conochilidae es una familia de rotíferos del orden Floscularidae, que se encuentran en agua dulce y salobre. Solo tienen un género, Conochilus, que solo consta de dos especies. son seres que viven en colonias que surgen de manera estacional cada año, por lo general viven en conjuntos de colonias.

## Anatomía
Los Conochilidae se agrupan en colonias de varios miembros formando una clase de esfera que miden entre 0.1 milímetros en su estado más juvenil hasta los 0.8 milímetros de diámetro, cada miembro puede o no depender del otro, esta característica de dependencia aún no es del todo comprendida, pueden contraerse para formar esferas mejor definidas que sirven de protección para la colonia, tienen un cuerpo muy flexible y la cutícula que cubre su cuerpo es dura en el extremo de la región cefálica, de manera similar a un rotífero, observando a un solo miembro de la colonia tienen un cuerpo cilíndrico y un sistema digestivo que inicia con la boca que está situada en la zona ventral de la región cefálica, puede estar rodeada por bandas ciliadas que se mueven de manera sincronizada para generar vórtices que sirven para atraer  detritos órganicos particulados, bacterias, algas unicelulares y protozoos. Comen partículas de hasta 10 micrómetros de tamaño. Al igual que los crustáceos  contribuyen al reciclaje de nutrientes.

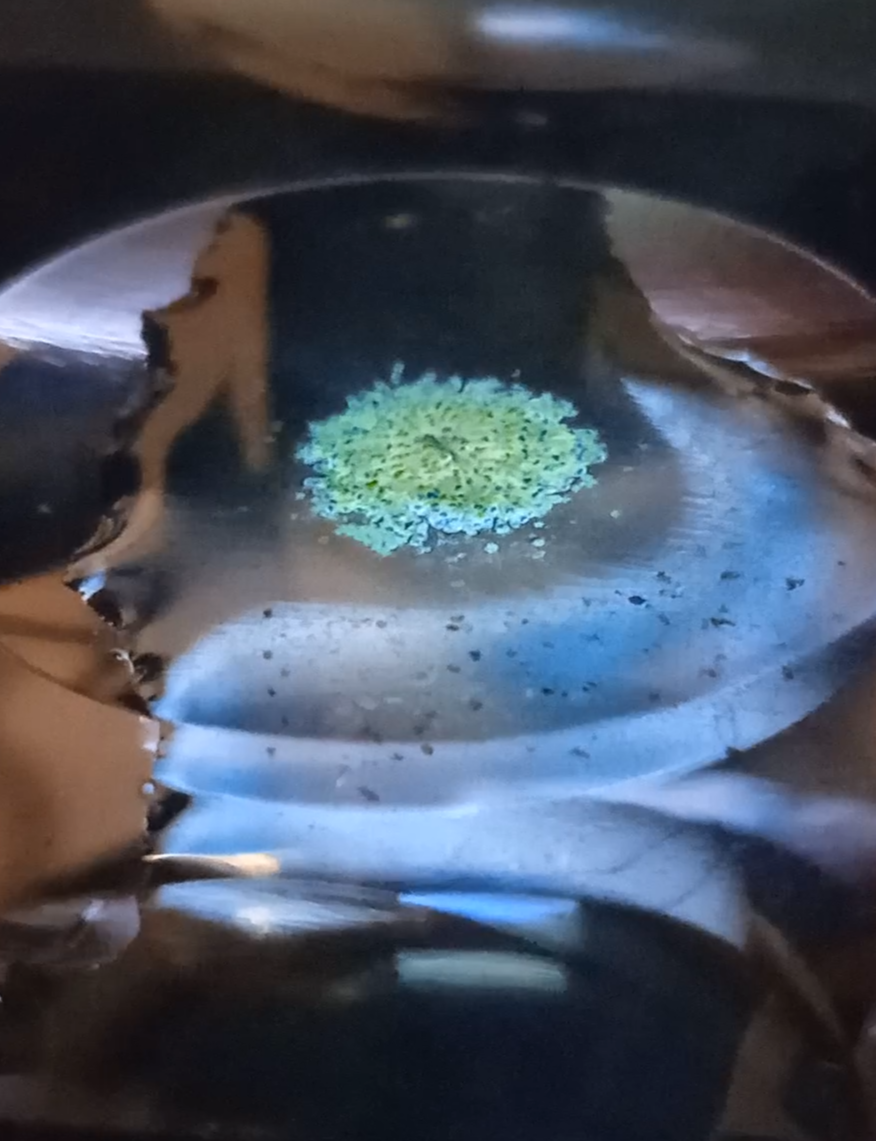
Colonia de Conochilidae extendido o en reposo.

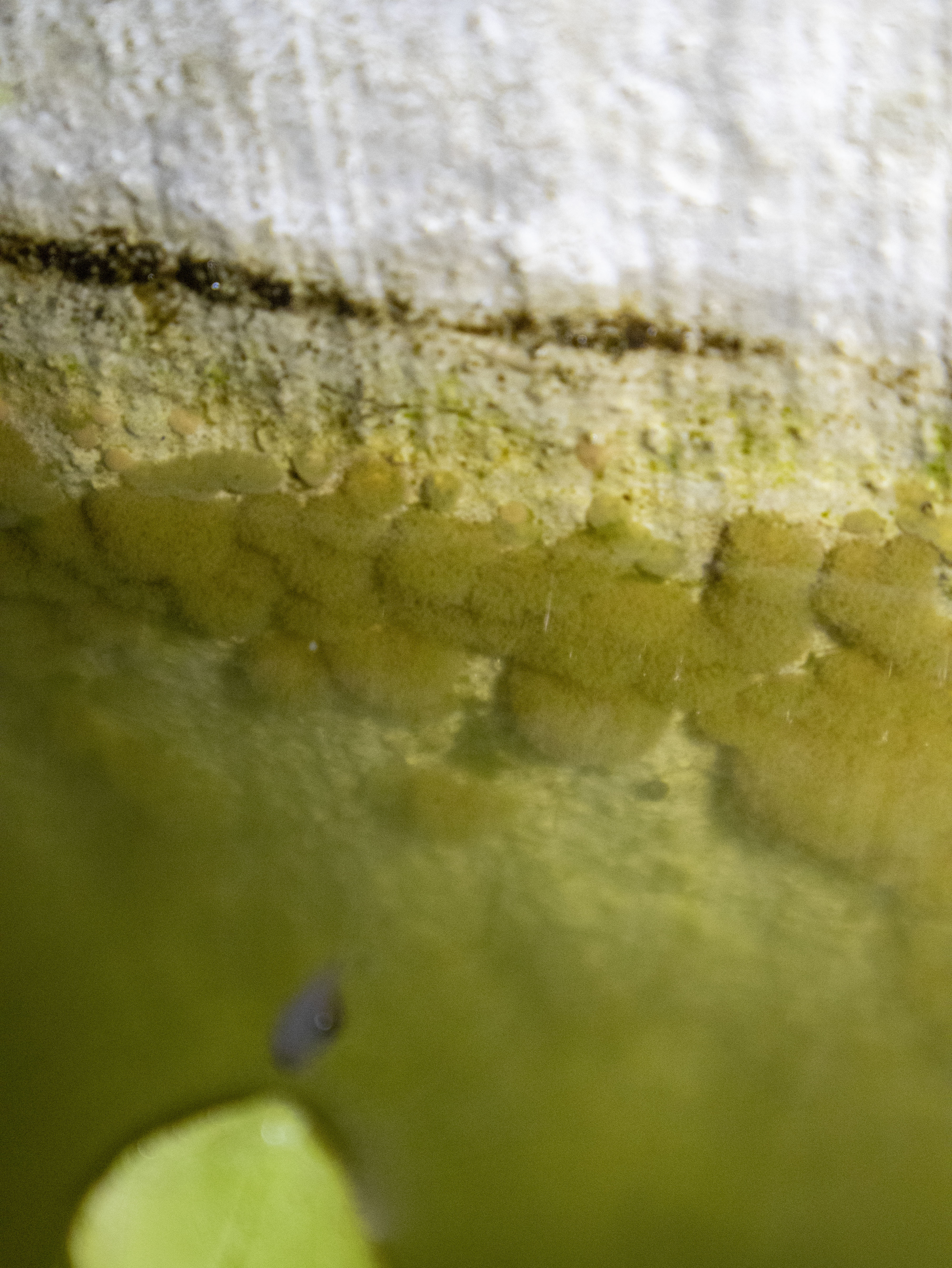
Grupos de colonias de Conochilidae